# Wola Bogaczkowska
Wola Bogaczkowska (deutsch Bogatzewen (Gut), 1927 bis 1945 Reichensee (Gut)) ist ein Dorf in der polnischen Woiwodschaft Ermland-Masuren und gehört zur Gmina Giżycko (Landgemeinde Lötzen) im Powiat Giżycki (Kreis Lötzen).

## Geographische Lage
Wola Bogaczkowska liegt im nördlichen Osten der Woiwodschaft Ermland-Masuren, sieben Kilometer südlich der Kreisstadt Giżycko (Lötzen).

## Geschichte
Bis 1945 war das heute als separates Dorf existierende Wola Bogaczkowska ein Gut innerhalb der Gemeinde Bogatzewen (polnisch Bogaczewo), nur wenige hundert Meter nördlich des Zentrums gelegen. Mit der Historie der Muttergemeinde somit verbunden, wurde es mit dem Dorf am 19. September 1927 in „Reichensee“ umbenannt.
Erst mit der Zuordnung zu Polen im Jahre 1945 in Kriegsfolge beginnt die separate Geschichte des nun „Wola Bogacskowska“ genannten Dorfes, dessen Gut nicht mehr existiert. Die Verbundenheit mit der einstigen Muttergemeinde ist lediglich noch durch die Zugehörigkeit zu deren jetzigen Schulzenamt (polnisch sołectwo) gegeben. Dadurch nun aber auch ist die Eingliederung in den Verbund der Gmina Giżycko (Landgemeinde Lötzen) im Powiat Giżycki (Kreis Lötzen) gegeben, vor 1998 der Woiwodschaft Suwałki, seither der Woiwodschaft Ermland-Masuren zugeordnet.

## Kirche
Kirchlich war das Gut Bogatzewen (Reichensee) und ist Wola Bogaczkowska wie der Nachbarort Bogaczewo ausgerichtet.

## Verkehr
Verkehrstechnisch ist Wola Bagoczkowska über Bogaczewo von der Woiwodschaftsstraße DW 643 aus zu erreichen. Eine Bahnanbindung besteht nicht.